# Nebesnyj tichochod
Nebesnyj tichochod (Небесный тихоход) è un film del 1945 diretto da Semёn Alekseevič Timošenko.